# Austrocochlea rudis
Austrocochlea rudis is een slakkensoort uit de familie van de Trochidae. De wetenschappelijke naam van de soort is voor het eerst geldig gepubliceerd in 1826 door Gray.